# Javier Sáez del Álamo
Francisco Javier Sáez del Álamo (Burgos, 1965) es un sociólogo, traductor y activista gay español, especialista en teoría queer y en psicoanálisis. 

## Biografía
Perteneciente a una familia de artistas, es hijo del pintor Luis Sáez, su hermano es el lingüista y profesor en la Universidad Complutense de Madrid Luis Sáez del Álamo y su hermana es la artista y profesora catedrática de la Universidad de Salamanca Concha Sáez del Álamo.
En el año 2015 donó toda su herencia (284 cuadros de su padre)a la Fundación Secretariado Gitano, para financiar becas para mujeres universitarias gitanas que hicieran estudios de postgrado en universidades de Castilla y León.

### Trayectoria académica
Licenciado en sociología, realizó estudios de doctorado con Jesús Ibáñez Alonso y de psicoanálisis en la Escuela Lacaniana de Psicoanálisis del Campo Freudiano con Jorge Alemán, especializándose en los filósofos Michel Serres, Michel Foucault y en el psicoanalista Jacques Lacan.
Ha trabajado como profesor de sociología en la Universidad Centroamericana José Simeón Cañas de El Salvador, en la Universidad Complutense de Madrid y en la Universidad Nacional de Educación a Distancia, como experto en políticas contra la discriminación en el Fondo Social Europeo y como Consejero del Representante Especial del Secretario General para Derechos del Pueblo Gitano del Consejo de Europa (Estrasburgo).
Actualmente es técnico experto del departamento de Igualdad y Lucha contra la Discriminación de la Fundación Secretariado Gitanoy coordina los informes anuales "Discriminación y Comunidad Gitana" desde 2012 en la Fundación.

### Trayectoria activista queer
Ha participado durante más de 30 años en diversas asociaciones LGTB y queer (La Radical Gai, Grupo de Trabajo Queer GTQ, Colectiu Gai de Barcelona) y ha publicado varios libros sobre teoría queer, artículos sobre teoría de las ciencias y psicoanálisis y también sobre culturas y políticas queer.Asimismo ha traducido al español libros de figuras clave del movimiento feminista y queer como Judith Butler, Monique Wittig y Jack Halberstam.
Participa como ponente en cursos y seminarios de activismo queer (Maratón postporno del MACBA, Congreso sobre Masculinidades del CCCB, Grupo OLISBOS de la UNED, Manifiesto DNIs alterados, Middlesex, Universidad Complutense de Madrid, Universidad de Salamanca, Universidad de Jaén, Universidad de Aalborg, etc.).
Fue cofundador y miembro del consejo de redacción de la revista de pensamiento crítico Archipiélago. Desde 1995 dirige la revista electrónica sobre culturas queer www.hartza.com.Entre 2003 y 2005 impartió con el filósofo y activista gay Paco Vidarte el curso de la UNED Introducción a la Teoría Queer.
Ha dirigido las campañas de prevención del VIH como Pelos sí, a pelo no y Osos, especie protegida.

### Aportaciones teóricas
Su principal aportación a los estudios queer ha sido abrir un debate entre la comunidad psicoanalítica lacaniana y los movimientos queer sobre los límites del psicoanálisis para entender la diversidad sexual desde una perspectiva no heterocentrada, y a su vez reivindicar aquellos aspectos del psicoanálisis más subversivos sobre el sujeto y la sexualidad. También ha escrito sobre la masculinidad contemporánea y sobre las políticas de prevención en VIH. Su revista Hartza.com es un referente internacional sobre la historia del movimiento queer, dado que reúne los textos principales de este movimiento desde mediados de los años 90. Su obra está influida por la obra del filósofo español Paco Vidarte, por teóricas del feminismo contemporáneo como Judith Butler, Teresa de Lauretis y Monique Wittig, y por los psicoanalistas Jorge Alemán y Jean Allouch.
En su libro Por el culo. Políticas anales (escrito con Sejo Carrascosa) realiza un análisis de los discursos de odio y discriminación sobre la posición pasiva en el sexo anal a lo largo de la historia y plantea un nuevo modelo de producción del sexo y del género basado en la penetrabilidad o impenetrabilidad de los cuerpos.En su libro Biopolítica del armario (2024) desarrolla un análisis político del armario como dispositivo de control social y de regulación de las sexualidades. 
En el año 2017 creó un Mapa del Metro LGTBIQ sustituyendo todas las paradas del metro de Madrid por nombres de activistas LGTBIQ, en el marco del proyecto El Porvenir de la Revuelta, dirigido por Fefa Vila. Este mapa (impreso en una lona de 4m x 4m) fue expuesto al público en el Palacio de Cibeles (CentroCentro) durante 4 meses. Actualmente está en el Museo de Historia de Madrid.

## Obras

### Autor
- Coautor. Memoria y deseo (2025). María Rosón (ed.). Ed. Vizca, Madrid. ISBN: 9791399022537.
- Javier Sáez del Álamo (2024). Biopolítica del armario. Ed. Bellaterra, Barcelona. ISBN: 978-84-19160-69-0.
- Coautor. Enciclopedia crítica del género (VV.AA.). (2023). Ed. Arpa. ISBN 978-84-19558-26-8.
- Coautor: Orgullo (2022). Ed. Altramuz. VV.AA. ISBN: 978-84-12-27804-0.
- Coautor: Transfeminismo o barbarie (2020). Ed. Kaótica. VV.AA.[12]
- Javier Sáez del Álamo y Fefa Vila (2019). El libro de buen ∀mor. Sexualidades raras y políticas extrañas. Ayto. de Madrid.[13]
- Javier Sáez del Álamo e Sejo Carrascosa (2017). Pelo cu: políticas anais. (Rafael Leopoldo, trad.) (en portugués). Brasil: Letramento. ISBN 978-85-68275-98-6. Nueva edición en Editorial Devires (Brasil) en 2022. ISBN: 978-65-86481-67-9.
- Javier Sáez del Álamo (2014). Guía práctica para los servicios policiales para prevenir la discriminación contra la Comunidad Gitana. Proyecto NET-KARD.[14]
- Javier Sáez del Álamo (2013). Guía de intervención social con población gitana desde la perspectiva de género. Fundación Secretariado Gitano. M-21481-2013.[15]
- Javier Sáez del Álamo y Sejo Carrascosa (2011). Por el culo. Políticas anales. Egales. 978-84-92813-35-3.
- Javier Sáez del Álamo y Sejo Carrascosa (2021), Enculé! Politiques anales, Éditions Les Grillages, Francia. ISBN: 978-2-9578582-0-0. 2ª edición en 2024, con un nuevo prólogo de Ruby Faure.
- Javier Sáez del Álamo, (2005). Théorie queer et psychanalyse. EPEL. 2-908855-85-2 Edición en Francia.
- .[16]Javier Sáez del Álamo, David Córdoba y Paco Vidarte (2005). Teoría queer. Políticas bolleras, maricas, trans, mestizas. Egales.
- Coautor: El eje del mal es heterosexual. Traficantes de Sueños, 2005. Grupo de Trabajo Queer.[17]
- Sáez del Álamo, Javier (2004). Teoría queer y psicoanálisis. Síntesis.[18]
- Editor y prologuista, con Fefa Vila, del libro de Paco Vidarte Por una política a caraperro. Placeres textuales para las disidencias sexuales, ed. Traficantes de Sueños, Madrid, 2021. ISBN: 978-84-12-27804-0.
- Jorge Alemán y Papo Kling. Punto de emancipación. Entrevista a Javier Sáez del Álamo. NED Ediciones. 2025. ISBN: 9788418273988.

### Artículos en libros y revistas especializadas
- Educación y psicoanálisis, en el libro Terminología científico-social. Anexo, Ed. Anthropos, Barcelona, 1991. Román Reyes editor, pp. 144-148.
- Caos y tiempo, Revista Archipiélago nº 13, 1993, pp. 93-98.[19]
- Sida y pobreza, Revista Archipiélago nº 21, 1996, pp. 34-39  "http://www.hartza.com/sida.html".
- El contexto sociopolítico de surgimiento de la teoría queer. De la crisis del sida a Foucault, en el libro Teoría queer, EGALES, Madrid, 2005. Córdoba, Sáez, Vidarte editores, pp. 62-70.
- Excesos de la masculinidad. la cultura leather y la cultura de los osos. En el libro El eje del mal es heterosexual, Ed. Traficantes de Sueños, Madrid, 2005. Varias autoras, pp. 137-149.
- Feminismo y teorías del género, en el libro Filosofías del siglo XX, Ed. Síntesis, Madrid, 2006. Paco Vidarte editor, pp. 315-320.
- El mascle vulnerable, en el libro Masculinitats per al segle XXI, Ed. CEDIC, Barcelona, 2007, pp. 148-159.
- Internamiento psiquiátrico, en el libro Diccionario Crítico de Ciencias Sociales, 2009. Editorial Plaza y Valdés, Madrid y México.[20]
- Analidad y políticas del sexo. En el libro Diversidad sexual, APA Editorial, Buenos Aires, 2011. Varias autoras.
- Las políticas del SIDA y la cultura bear desde una perspectiva “interseccional”. En el libro Intersecciones. Cuerpos y sexualidades en la encrucijada. Raquel (Lucas) Platero (ed.). Edicions Bellaterra, Barcelona, 2012. Varias autoras, pp. 199-217.[21]
- El mundo hetero y el armario anal, en el libro El orgullo es nuestro. Ed. Diagonal. 2012.[22]
- "Palabra de Gitano. De las ferias de los monstruos a la televisión". EL PAÍS, 10 de octubre de 2013.[23]
- Guía para la gestión policial de la diversidad. Ed. Plataforma por la Gestión Policial de la Diversidad. Madrid, 2013. (Coordinador de la edición).[24]
- El amor es heterosexual. En el libro El cuerpo queer. Subvertir la hetero-normatividad. VVAA. Buenos Aires. Nueva Visión, 2015.[25]
- Masculinidades y cambio social, revista Viento Sur, n.º 146, junio de 2016, pp. 69 - 73.[26]

- Bustos con bustos. Mitologías del presente. ICAS Sevilla, 2017. ISBN 978-84-9102-046-2

- Normal es un programa de mi lavadora, Letras Lacanianas n.º 13, 2017. Madrid.

- Queer, heterofuturibilidad, bareback, en el libro Barbarismos queer y otras esdrújulas, de Platero, L, Ortega, E. y Rosón, M. Editions Bellaterra, Barcelona, 2017. ISBN 978-84-7290-829-1
- Por una sociología no heterocentrada. En el libro Tiempos constituyentes: III Jornadas Aragonesas de Sociología / coord. por Chabier Gimeno Monterde, 2017, págs. 137-146.[27]
- Tiempo y desigualdad en los documentos burocráticos, en el libro Las horas contadas. El tiempo y la desigualdad. Ed. Concha García, 2021.
- Pluma, en Enciclopedia crítica del género, Ed. Arpa, 2023.

### Libros traducidos
- Ahmed, Sara (2024), Sujetos obstinados. Ed. Bellaterra. 978-84-19160-86-7
- Kurtić, V., (2023), Džuvljarke. La existencia lesbiana de las mujeres romaníes. Ed. Altramuz. 978-84-122780-8-8.
- Chitty, C., (2023), Hegemonía sexual. Política, sodomía y capital en el surgimiento del sistema mundial. Ed. Traficantes de Sueños. 978-84-19833-05-1.
- García-Lamarca, M., (2023), Préstamos fallidos, personas fallidas. Ed. Bellaterra. 978-84-19160-35-5
- O'Neill, Quarmby, (2023), Ossiri y el Bala Mengro, Ed. Altramuz, 9788412278071.
- McNeill, J., et al. (2022),  Misión dislexia. Ed. Bellaterra. 978-84-18723-58-2.
- Silverberg, C., Smyth, F. (2022), Hablemos de sexo. Ed. Bellaterra. 978-84-18723-53-7.
- Jasbir K. Puar (2022), El derecho a mutilar. Debilidad, capacidad, discapacidad. Ed. Bellaterra. 978-84-19160-10-2.
- Kocze, A., Zentai, V., Jovanovic, J., Vincze, V. (2022), El movimiento de mujeres romaníes, Ed. Kaótica, 978-84-124055-7-6.
- Jules Gill-Peterson (2022), Historias de la infancia trans, Bellaterra, 978-84-19160-03-4.
- bell hooks (2021), El deseo de cambiar. Hombres, masculinidad y amor, Bellaterra, 978-84-18684-40-1.
- Keeanga-Yamahtta Taylor (ed.), (2021), Cómo nos liberamos. El Feminismo Negro y el Colectivo Combahee River, Bellaterra, 978-84-18684-37-1.
- Malatino, Hil, (2021), Cuidados trans, Bellaterra, 978-84-18684-15-9.
- McRuer, Robert, (2021), Teoría crip. Signos culturales de lo queer y de la discapacidad, Ed. Kaótica Libros, 978-84-122129-9-0.
- Cortés, I., End, M. (2021), Antigitanismo. 13 miradas. Traficantes de Sueños. 978-84-122762-7-5.
- Gao, Mobo (2021), Construyendo China. Visiones enfrentadas sobre la República Popular China, Bellaterra, 978-84-18723-06-3.
- The Care Collective (2021), El manifiesto de los cuidados, Bellaterra, 978-84-18684-07-4.
- Assiego, V., (2020), Homelessness and diversity. The 7 fantastic axes of an intersectional intervention. Red Faciam, 2020. 978-84-09-22477-7 (Castellano a inglés).
- Halberstam, Jack (2020), Criaturas salvajes. El desorden del deseo. EGALES. 978-84-18501-14-2
- Lewis, Holly (2020), La política de todes. Feminismo, teoría queer y marxismo en la intersección. Bellaterra. 978-84-122750-1-8
- Ahmed, Sara (2020), ¿Para qué sirve? Sobre los usos del uso, Bellaterra, 978-84-7290-989-2.
- Gopinath, Gayatri (2020), Visiones rebeldes. Las prácticas estéticas de la diáspora queer, Bellaterra, 978-84-7290-971-7.
- bell hooks y Stuart Hall (2020), Funk sin límites. Bellaterra. 978 84 7290 959 5.
- Kimball, A. (2020), La semilla, Bellaterra. 978 84 7290 964 9.
- Cory Silberberg y Fiona Smyth (2019), Cómo se hace una criatura. Bellaterra. 978 84 7290 954 0.
- Riley Snorton, C., (2019) Negra por los cuatro costados. Una historia racial de la identidad trans. Bellaterra. 978 84 7290 936 6.
- Comisaria de Derechos Humanos del Consejo de Europa. (2019) Vidas salvadas. Derechos protegidos. Superar los problemas en la protección a los refugiados y migrantes en el Mediterráneo.
- Owl y Fox Fisher (2019), Guía de supervivencia para adolescentes trans. Bellaterra. 978 84 7290 934 2.
- Sara Ahmed (2019), Fenomenología queer. Orientaciones, objetos, otros. Bellaterra. 978 84 7290 926 7.
- Cory Silberberg y Fiona Smyth (2019), Sexo es una palabra divertida. Bellaterra. 978 84 7290 923 6.
- Jack Halberstam (2018). Trans*. Una guía rápida y peculiar de la variabilidad de género. Egales. 978-84-17319328
- Ann Cvetkovich (2018). Un archivo de sentimientos. Trauma, sexualidad y culturas públicas lesbianas. Bellaterra. 978-84-7290-893-2.

- Jack Halberstam (2018). El arte queer del fracaso. Egales. 978-84-16491-99-5.

- Lee Edelman (2014). No al futuro. La teoría queer y la pulsión de muerte. Egales. 978-84-15899-51-8.
- Consejo de Europa (2013), Guía Dosta! para combatir los estereotipos sobre la comunidad gitana. Ministerio de Sanidad, Servicios Sociales e Igualdad.
- Judith (Jack) Halberstam (2008). Masculinidad femenina. Egales. 978-84-88052-64-3.
- Monique Wittig (2005). El pensamiento heterosexual. Egales. 84-95346-97-4. Traducción del inglés con Paco Vidarte. Reeditado por Editorial Paidós en 2024. 978-84-493-4192-2.
- Judith Butler (2004). Lenguaje, poder e identidad (Traducción y prólogo de Javier Sáez del Álamo y Paul. B. Preciado., trads.). Síntesis. 9788497561778.
- Sami Ali (2003). El impasse relacional. Síntesis. 978-84-9756-075-7. (Francés-Castellano)
- Henri Paumelle (2003). La función del cuerpo en psicoterapia. Síntesis. 978-84-9756-077-1. (Francés-Castellano)
- Cohen de Lara, Aline; Marinov, Vladimir; Ménéchal, Jean (2003). La neurosis obsesiva. Síntesis. 978-84-9756-076-4. (Francés-Castellano)